# Peni Matawalu
Ratu Peni Matawalu (Ra, República de Fiyi, 8 de julio de 1997), más conocido como Peni Matawalu, es un jugador profesional fiyiano de rugby que se desempeña en la posición de medio scrum en Fijian Drua, equipo perteneciente a la liga Súper Rugby.

## Carrera
En 2018, Matawalu se unió al equipo Fijian Drua, donde lleva jugando cinco temporadas. También es parte de la Selección de rugby de Fiyi, con la cual jugó en la Copa Mundial de Rugby de 2023.